# Brounaeolus
Brounaeolus là một chi bọ cánh cứng trong họ 
Elateridae.
Chi này được Hyslop miêu tả khoa học năm 1921.

## Các loài
Các loài trong chi này gồm:
- Brounaeolus brouni (Douglas, 2005)
- Brounaeolus obsoletus (Broun, 1893)
- Brounaeolus punctatus (Broun, 1893)
- Brounaeolus rufescens (Broun, 1893)